# Pseuderanthemum paniculatum
Pseuderanthemum paniculatum är en akantusväxtart som först beskrevs av Bi., och fick sitt nu gällande namn av Cornelis Eliza Bertus Bremekamp. Pseuderanthemum paniculatum ingår i släktet Pseuderanthemum och familjen akantusväxter. Inga underarter finns listade i Catalogue of Life.